# Hans Bischoff (Entomologe)
Hans Carl Otto Bischoff  (* 30. November 1889 in Berlin; † 18. März 1960 ebenda) war ein deutscher Entomologe.

## Leben
Hans Bischoff studierte in der Zeit von 1908 bis 1911 an der Friedrich-Wilhelms-Universität Berlin Naturwissenschaften, setzte seine Schwerpunkte auf Zoologie und Botanik, wurde 1911 mit einer botanischen Dissertation zum Dr. phil. promoviert und 1912 Assistent in der Abteilung für Hymenoptera des Zoologischen Museums der Berliner Universität. Im Jahr 1921 wurde er Kustos dieser Abteilung, erhielt 1927 den Professortitel verliehen und wurde 1955 pensioniert.
Er wurde zum Ehrenmitglied der Deutschen Entomologischen Gesellschaft ernannt, deren Vorsitz er in der Zeit von 1921 bis 1957 insgesamt achtmal übernahm. 
Hans Bischoff ist unter anderem Erstbeschreiber der Gattung Sphecodopsis Bischoff, 1923, der Filzbiene Epeolus productulus Bischoff, 1930, sowie der Waldkuckuckswespe Dolichovespula omissa (Bischoff, 1931), einer Kuckuckswespe aus der Familie der Faltenwespen in der Ordnung der Hautflügler (Hymenoptera).
Seine Sammlung „Europäische Coleoptera“ kam 1960 an das Zoologische Museum der Universität Berlin.
Der Geologe Gerhard Bischoff war ein Neffe von Hans Bischoff.

## Schriften (Auswahl)
- Untersuchungen über den Geotropismus der Rhizoiden. Beihefte zum Botanischen Centralblatt, 28, 1912, S. 94–133 (biodiversitylibrary.org)
- Biologie der Hymenopteren. Eine Naturgeschichte der Hautflügler. Biologische Studienbücher, 5, Verlag von Julius Springer, Berlin 1927
- Beitrag zur Kenntnis paläarktischer Arten der Gattung Epeolus. (Hym. Apid.) In: Deutsche Entomologische Zeitschrift (Berliner Entomologische Zeitschrift und Deutsche Entomologische Zeitschrift in Vereinigung), 1930, S. 1–15 (zobodat.at [PDF])